# Warth (Vorarlberg)
Pour les articles homonymes, voir Warth.

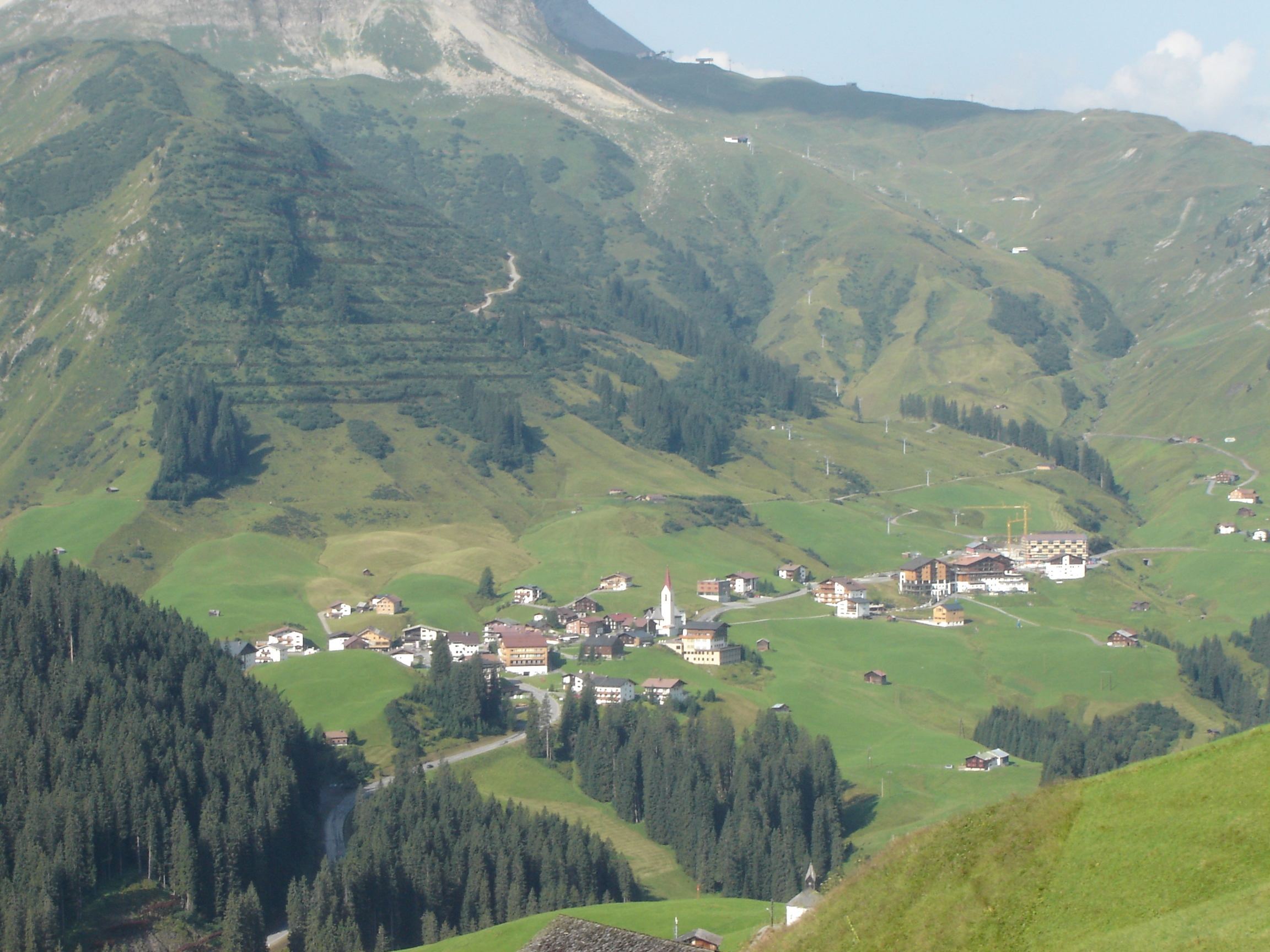
Warth

Warth est une commune autrichienne du Vorarlberg.